# Antonio de Robles Silva
Antonio de Robles  Silva fue un militar que ejerció como gobernador interino de Puerto Rico entre 1698 a 1699, tras la muerte de Juan Fernández Franco de Medina.

## Biografía
Antonio de Robles Silva nació en la segunda mitad del siglo XVII. Era sobrino (aunque en algunas documentaciones antiguas se los menciona como hijo) y heredero de Juan de Robles Lorenzana, gobernador de Puerto Rico, entre 1678 y 83, y Maestre de campo. 
Robles Silva entró en el ejército, a servicio del Rey de Castilla, en 1670, desarrollando su carrera militar entre Cataluña y Portugal. Tras once años de estancia en esos lugares, viajó hacia Puerto Rico seguramente con su tío Juan de Robles Lorenzana, archipiélago en el que definitivamente ubicaría su hogar. Así, fue allí donde Antonio de Robles fue nombrado alcalde del Morro y, tras la muerte del gobernador Juan Fernández Franco de Medina (que murió durante su mandato en 1698), el consejo de San Juan lo nombró sargento mayor interino de San Juan y gobernador interino de Puerto Rico, gobernación confirmada por la Audiencia de La Española, mientras se pensaba en el siguiente gobernador oficial del archipiélago. Finalmente, el 17 de octubre de 1699, Robles Silva  fue sustituido por Gaspar de Arredondo como gobernador del archipiélago, quien lo gobernaba por segunda vez.
Se casó con Andrea Calderón de la Barca en la Catedral de San Juan de Puerto Rico, en diciembre de 1679. Vivió allí hasta los últimos días de su vida y fue enterrado en el panteón de los gobernadores, en la iglesia dominica de Santo Tomás, actual iglesia de San José. También su consorte fue sepultada en ese lugar.